# Rue Pasteur (Pantin)
Pour les articles homonymes, voir rue Pasteur.
La rue Pasteur, est une voie de communication de Pantin.

## Situation et accès
Cette rue commence au carrefour de la rue Magenta et de la rue Berthier. Progressant parallèlement à la limite entre Paris et le département de la Seine-Saint-Denis, elle traverse le carrefour de la rue Lapérouse et de la rue Davoust, et se termine à la rencontre de la rue du Chemin-de-Fer.

## Origine du nom

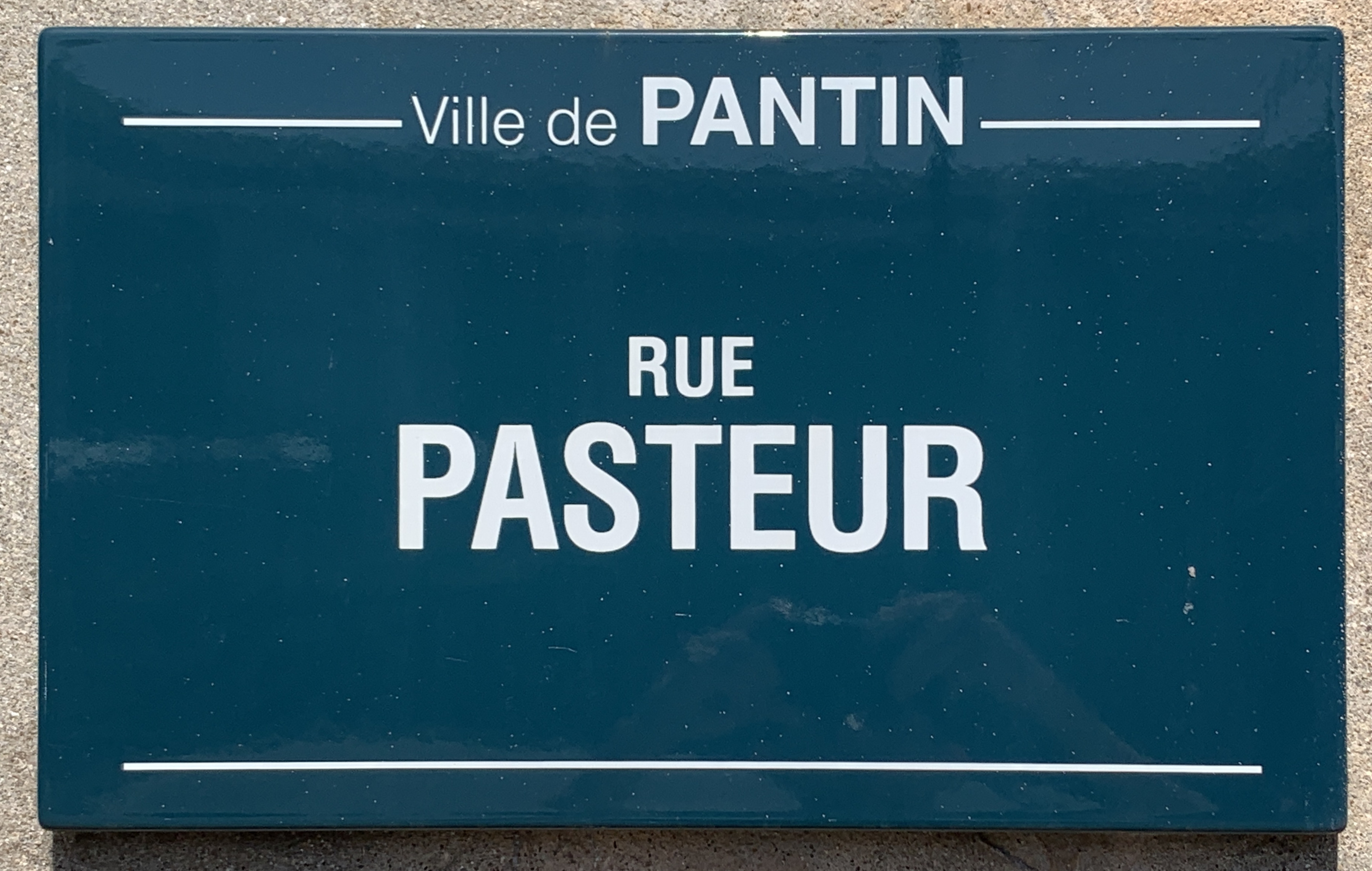
Plaque de la rue.

Cette rue a été nommée en hommage au scientifique français Louis Pasteur, inventeur de la vaccination contre la rage et les maladies charbonneuses.

## Historique

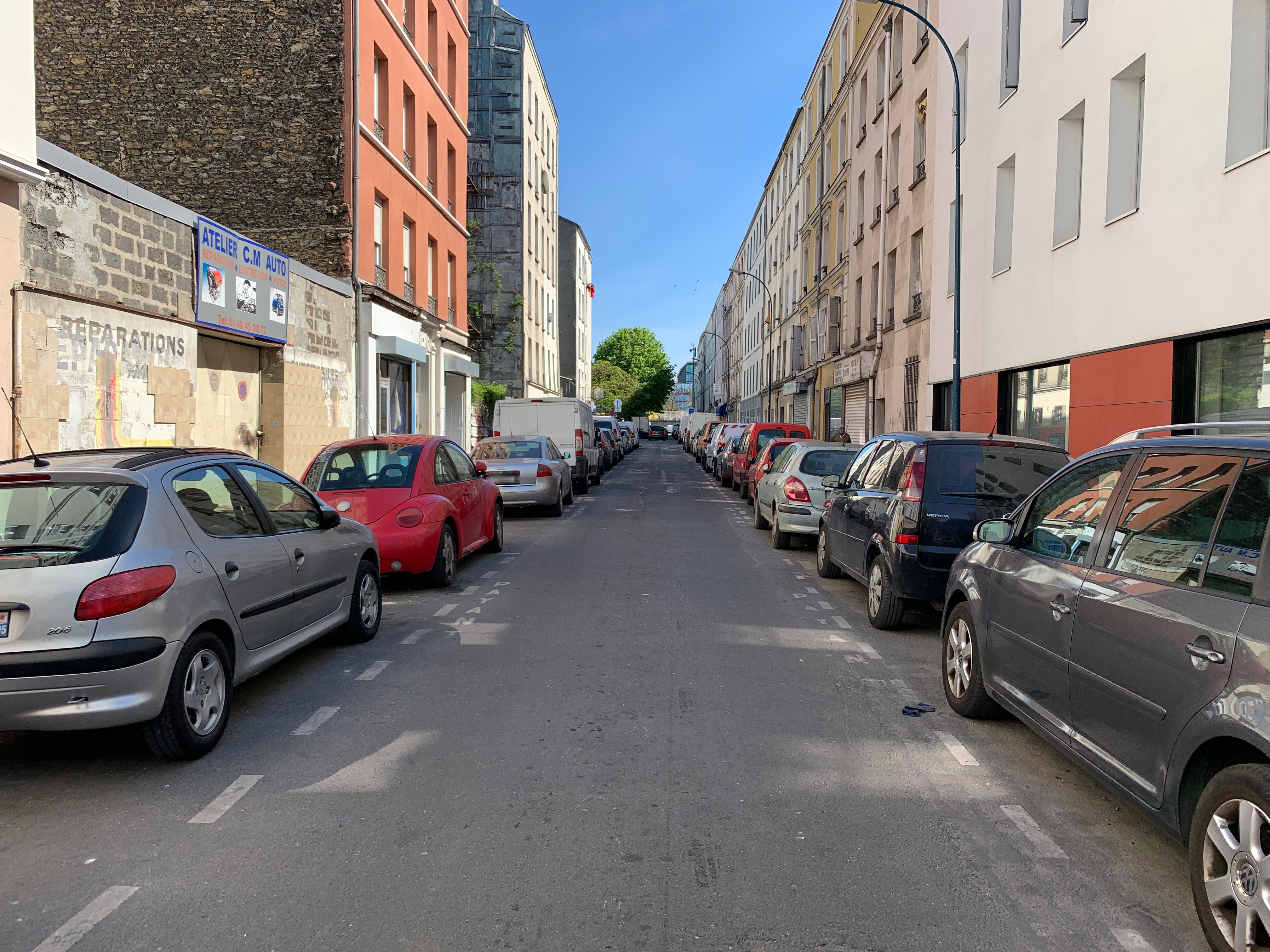
La rue en avril 2021.

La rue Pasteur est l'ancienne rue Solférino.

## Bâtiments remarquables et lieux de mémoire
Son architecture se caractérise par des ensembles urbains homogènes, construits dans un court laps de temps. 